# (6330) Koen
(6330) Koen es un asteroide perteneciente al cinturón de asteroides, región del sistema solar que se encuentra entre las órbitas de Marte y Júpiter.
Fue descubierto el 23 de marzo de 1992 por Kin Endate y Kazuro Watanabe desde el Observatorio de Kitami.

## Designación y nombre
Designado provisionalmente como 1992 FN fue nombrado en honor de Koen Yanagiya (n. 1954), un narrador de relatos profesional japonés conocido como Rakugo.

## Características orbitales
(6330) Koen está situado a una distancia media del Sol de 2,213 ua, pudiendo alejarse hasta 2,479 ua y acercarse hasta 1,947 ua. Su excentricidad es 0,120 y la inclinación orbital 1,419 grados. Emplea 1202,23 días en completar una órbita alrededor del Sol.

## Características físicas
La magnitud absoluta de (6330) Koen es 14,48. Tiene 3,166 km de diámetro y su albedo se estima en 0,389.